# Gran Premio di superbike di Laguna Seca 2000
Il Gran Premio di superbike di Laguna Seca 2000 è stata la nona prova su tredici del campionato mondiale Superbike 2000, è stato disputato il 9 luglio sul circuito di Laguna Seca e ha visto la vittoria di Noriyuki Haga in gara 1, mentre la gara 2 è stata vinta da Troy Corser.

## Risultati

### Gara 1

#### Arrivati al traguardo[3]
| Pos. | Nº  | Pilota              | Squadra            | Motocicletta      | Giri | Tempo     | Griglia | Punti |
| ---- | --- | ------------------- | ------------------ | ----------------- | ---- | --------- | ------- | ----- |
| 1º   | 41  | Noriyuki Haga       | Yamaha WSBK        | Yamaha YZF R7     | 28   | 40:40.379 | 4º      | 25    |
| 2º   | 2   | Colin Edwards       | Castrol Honda      | Honda VTR1000     | 28   | +0:02.664 | 2º      | 20    |
| 3º   | 3   | Troy Corser         | Aprilia Axo        | Aprilia RSV 1000  | 28   | +0:03.571 | 7º      | 16    |
| 4º   | 155 | Ben Bostrom         | Ducati NCR         | Ducati RS 996     | 28   | +0:03.594 | 5º      | 13    |
| 5º   | 7   | Pierfrancesco Chili | Suzuki Alstare     | Suzuki GSX R750   | 28   | +0:14.525 | 3º      | 11    |
| 6º   | 4   | Akira Yanagawa      | Kawasaki Racing    | Kawasaki ZX 7RR   | 28   | +0:15.257 | 6º      | 10    |
| 7º   | 9   | Katsuaki Fujiwara   | Suzuki Alstare     | Suzuki GSX R750   | 28   | +0:29.168 | 12º     | 9     |
| 8º   | 111 | Aaron Slight        | Castrol Honda      | Honda VTR1000     | 28   | +0:32.570 | 8º      | 8     |
| 9º   | 19  | Juan Borja          | Ducati Infostrada  | Ducati 996        | 28   | +0:39.320 | 16º     | 7     |
| 10º  | 35  | Giovanni Bussei     | Kawasaki Bertocchi | Kawasaki ZX 7RR   | 28   | +0:44.624 | 9º      | 6     |
| 11º  | 12  | Haruchika Aoki      | R & D Bieffe       | Ducati RS 996     | 28   | +0:50.057 | 17º     | 5     |
| 12º  | 13  | Andreas Meklau      | Gerin WSBK         | Ducati 996 RS2000 | 28   | +0:55.728 | 13º     | 4     |
| 13º  | 11  | Lucio Pedercini     | Pedercini          | Ducati RS 996     | 28   | +1:22.905 | 19º     | 3     |
| 14º  | 46  | Mauro Sanchini      | Pedercini          | Ducati RS 996     | 28   | +1:25.153 | 18º     | 2     |
| 15º  | 76  | Igor Jerman         | Kawasaki Bertocchi | Kawasaki ZX 7RR   | 27   | +1 giro   | 21º     | 1     |
| 16º  | 14  | Peter Goddard       | Kawasaki Racing    | Kawasaki ZX 7RR   | 27   | +1 giro   | 11º     |       |
| 17º  | 73  | Larry Pegram        | Comp. Acc. Ducati  | Ducati            | 24   | +4 giri   | 15º     |       |

#### Ritirati
| Nº  | Pilota               | Squadra           | Motocicletta      | Giri | Griglia |
| --- | -------------------- | ----------------- | ----------------- | ---- | ------- |
| 38  | Lance Isaacs         | Ducati NCR        | Ducati RS 996     | 15   | 22º     |
| 20  | Marco Borciani       | Pedercini         | Ducati RS 996     | 13   | 20º     |
| 113 | Paolo Blora          | Pacific           | Ducati 996 RS2000 | 13   | 23º     |
| 33  | Robert Ulm           | Gerin WSBK        | Ducati 996 RS2000 | 10   | 10º     |
| 21  | Troy Bayliss         | Ducati Infostrada | Ducati 996        | 7    | 1º      |
| 10  | Vittoriano Guareschi | Yamaha WSBK       | Yamaha YZF R7     | 7    | 14º     |

### Gara 2

#### Arrivati al traguardo[4]
| Pos. | Nº  | Pilota              | Squadra            | Motocicletta      | Giri | Tempo     | Griglia | Punti |
| ---- | --- | ------------------- | ------------------ | ----------------- | ---- | --------- | ------- | ----- |
| 1º   | 3   | Troy Corser         | Aprilia Axo        | Aprilia RSV 1000  | 28   | 40:38.714 | 7º      | 25    |
| 2º   | 41  | Noriyuki Haga       | Yamaha WSBK        | Yamaha YZF R7     | 28   | +0:07.755 | 4º      | 20    |
| 3º   | 155 | Ben Bostrom         | Ducati NCR         | Ducati RS 996     | 28   | +0:09.011 | 5º      | 16    |
| 4º   | 2   | Colin Edwards       | Castrol Honda      | Honda VTR1000     | 28   | +0:09.821 | 2º      | 13    |
| 5º   | 4   | Akira Yanagawa      | Kawasaki Racing    | Kawasaki ZX 7RR   | 28   | +0:14.562 | 6º      | 11    |
| 6º   | 7   | Pierfrancesco Chili | Suzuki Alstare     | Suzuki GSX R750   | 28   | +0:25.225 | 3º      | 10    |
| 7º   | 21  | Troy Bayliss        | Ducati Infostrada  | Ducati 996        | 28   | +0:26.461 | 1º      | 9     |
| 8º   | 9   | Katsuaki Fujiwara   | Suzuki Alstare     | Suzuki GSX R750   | 28   | +0:27.247 | 12º     | 8     |
| 9º   | 111 | Aaron Slight        | Castrol Honda      | Honda VTR1000     | 28   | +0:27.935 | 8º      | 7     |
| 10º  | 14  | Peter Goddard       | Kawasaki Racing    | Kawasaki ZX 7RR   | 28   | +0:28.157 | 11º     | 6     |
| 11º  | 35  | Giovanni Bussei     | Kawasaki Bertocchi | Kawasaki ZX 7RR   | 28   | +0:48.883 | 9º      | 5     |
| 12º  | 38  | Lance Isaacs        | Ducati NCR         | Ducati RS 996     | 28   | +1:09.315 | 22º     | 4     |
| 13º  | 73  | Larry Pegram        | Comp. Acc. Ducati  | Ducati            | 28   | +1:23.021 | 15º     | 3     |
| 14º  | 33  | Robert Ulm          | Gerin WSBK         | Ducati 996 RS2000 | 27   | +1 giro   | 10º     | 2     |
| 15º  | 11  | Lucio Pedercini     | Pedercini          | Ducati RS 996     | 27   | +1 giro   | 19º     | 1     |
| 16º  | 76  | Igor Jerman         | Kawasaki Bertocchi | Kawasaki ZX 7RR   | 27   | +1 giro   | 21º     |       |

#### Ritirati
| Nº | Pilota         | Squadra           | Motocicletta      | Giri | Griglia |
| -- | -------------- | ----------------- | ----------------- | ---- | ------- |
| 12 | Haruchika Aoki | R & D Bieffe      | Ducati RS 996     | 16   | 17º     |
| 46 | Mauro Sanchini | Pedercini         | Ducati RS 996     | 13   | 18º     |
| 13 | Andreas Meklau | Gerin WSBK        | Ducati 996 RS2000 | 10   | 13º     |
| 20 | Marco Borciani | Pedercini         | Ducati RS 996     | 9    | 20º     |
| 19 | Juan Borja     | Ducati Infostrada | Ducati 996        | 8    | 16º     |